# Simon Falette
Simon Augustin Falette (* 19. Februar 1992 in Le Mans) ist ein französisch-guineischer Fußballspieler. Der Innenverteidiger war mehrfacher guineischer A-Nationalspieler.

## Persönliches
Falettes Vater Albert (* 1962) stammt aus Französisch-Guayana und war ebenfalls Fußballprofi. Er stand zum Zeitpunkt von Simons Geburt beim Le Mans FC unter Vertrag. Im Alter von drei Jahren verließ Simon Falette mit seiner Familie seine Geburtsstadt Le Mans und zog mit ihr nach Tours. Sein Großvater stammt aus Guinea. Falette ist gläubiger Moslem. Er ist mit einer Guineerin verheiratet und dreifacher Vater.

## Karriere

### Im Verein
Falette wechselte 2007 vom FC Tours in die Jugend des FC Lorient. Für dessen erste Mannschaft kam er am 18. Februar 2012 bei der 0:1-Heimniederlage gegen den OSC Lille einmal in der Ligue 1 zum Einsatz. Die Spielzeit 2012/13 verbrachte Falette als Leihspieler beim Stade Laval in der Ligue 2. Nach seiner Rückkehr wurde er für ein Jahr an Stade Brest verliehen und anschließend fest vom Zweitligisten verpflichtet. Zur Saison 2016/17 wechselte Falette zum FC Metz. Beim Erstligisten avancierte er zum Stammspieler und kam in seiner ersten Spielzeit auf 35 Ligaspiele mit drei Torerfolgen.
Mitte August 2017 wechselte Falette zum deutschen Bundesligisten Eintracht Frankfurt, bei dem er einen Vierjahresvertrag unterschrieb. Sein erstes Bundesligator erzielte er am 10. Februar 2018 beim 4:2-Heimsieg gegen den 1. FC Köln. Im Mai 2018 gewann Falette mit der Eintracht nach einem 3:1-Finalsieg gegen den FC Bayern München den DFB-Pokal. Nachdem er in der Saison 2017/18 unter Trainer Niko Kovač noch zur Stammformation gehört hatte und in 27 Bundesligaspielen zum Einsatz gekommen war, wurde Falette im August 2018 vom neuen Trainer Adi Hütter aus dem Kader gestrichen und mit sechs weiteren Spielern in eine separate Trainingsgruppe versetzt. Anfang September 2018 wurde Falette gemeinsam mit den übrigen vier Spielern, die bis zum Ende der Transferperiode keinen neuen Verein gefunden hatten, wieder in das Mannschaftstraining integriert. Im darauffolgenden Bundesligaspiel stand Falette in der Startelf. Bis Januar 2019 wurde er jedoch nur in vier weiteren Bundesligaspielen sowie in vier Partien in der Gruppenphase der Europa League eingesetzt.
Aufgrund des kurzfristigen Ausfalls der gesetzten Innenverteidiger Martin Hinteregger sowie Evan N’Dicka stand Falette im April 2019 nach fast drei Monaten ohne Pflichtspieleinsatz beim Europa-League-Viertelfinalrückspiel gegen Benfica Lissabon überraschend in der Startelf. Er zeigte beim 2:0-Sieg der Eintracht eine ansprechende Leistung und stand daraufhin auch in beiden Halbfinalspielen gegen den FC Chelsea in der Anfangsformation. In der Folgesaison kam er bis zum Ende der Hinrunde jedoch nur in einem Pflichtspiel zum Einsatz und wurde daher im Januar 2020 bis Saisonende an Fenerbahçe Istanbul ausgeliehen. Er lief dort in 12 Pflichtspielen auf, eine vereinbarte Kaufoption zog Fenerbahçe jedoch nicht und Falette kehrte zunächst nach Frankfurt zurück.
Anfang Oktober 2020 wechselte Falette zum Zweitligisten Hannover 96, bei dem er einen Dreijahresvertrag unterschrieb. Bereits im August 2021 verließ er Hannover jedoch wieder und vollzog den Wechsel in die Türkei zu Hatayspor.

### In der Nationalmannschaft
2015 wurde Falette für die Nationalmannschaft von Französisch-Guayana nominiert, kam aber nicht zum Einsatz.
Im November 2018 wurde er erstmals in den Kader der guineischen Nationalmannschaft berufen. Am 18. November 2018 debütierte der Verteidiger beim 1:1 gegen die Elfenbeinküste im Rahmen der Qualifikation zum Afrika-Cup 2019. Bei der Endrunde des Afrika-Cups, der im Sommer 2019 in Ägypten stattfand, kam er in allen drei Gruppenspielen sowie im Achtelfinale zum Einsatz, in welchem sein Team gegen Algerien verlor und somit aus dem Turnier ausschied.

## Erfolge
Eintracht Frankfurt
- DFB-Pokal-Sieger: 2018